# Rhum arrangé
Pour les articles homonymes, voir Rhum et Arrangement (homonymie).
Le rhum arrangé est une préparation traditionnelle de rhum dans laquelle ont macéré longuement divers ingrédients tels que des feuilles, des fruits, des graines, des écorces. Cette boisson emblématique de La Réunion s'est étendue avec le temps aux Antilles, en Guyane et à Madagascar.

## Présentation
À l'origine, il se boit plutôt en digestif puisqu'on ne lui rajoute pas ou peu de sucre à la différence du punch. Il peut être adouci avec du sirop de sucre de canne pour être bu en apéritif. Aux Antilles, il peut se boire traditionnellement à tout moment de la journée.

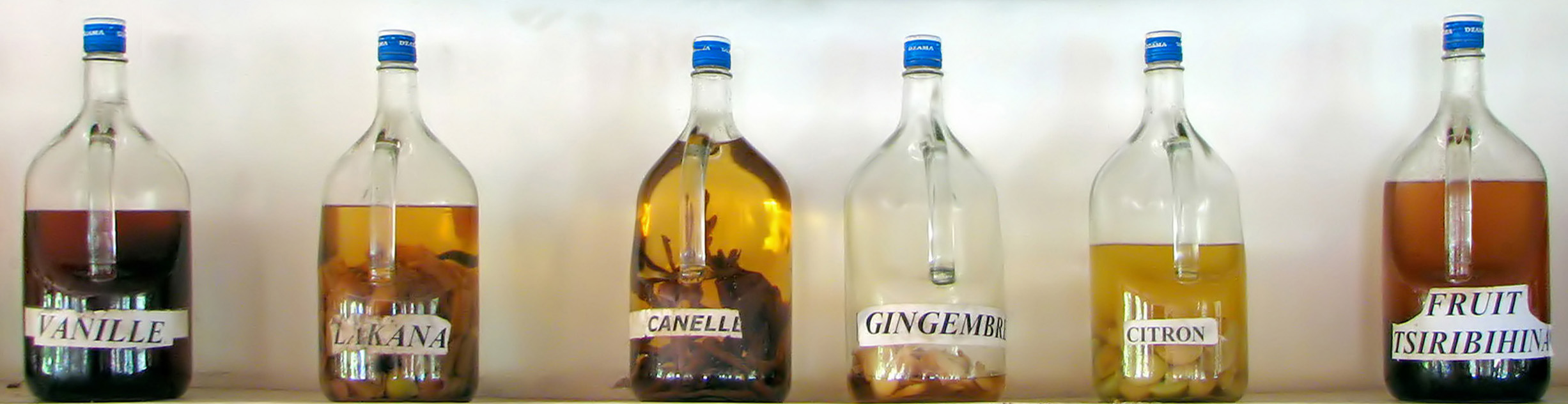

Le goût et la saveur du rhum arrangé résultent d'une longue macération artisanale des ingrédients, au minimum de un à six mois. Il existe des recettes classiques, avec des multitudes de déclinaisons sont possibles selon les envies, les traditions, et l'imagination.

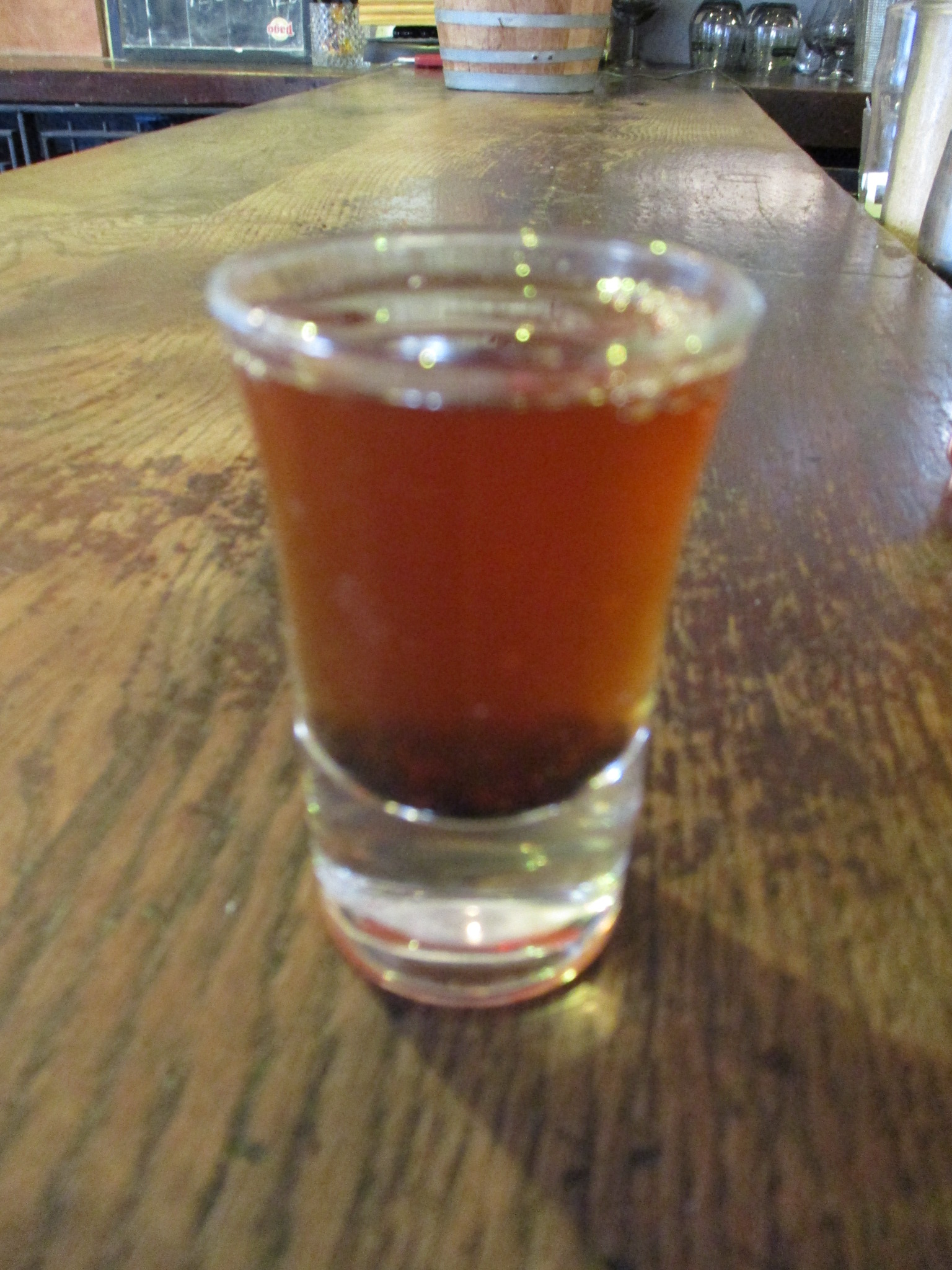
Verre à shot de vieux-rhum arrangé de zinc de marin-Breton.

Parmi les plus connus, on peut noter :
- Le rhum faham (sorte d'orchidée)
- Le rhum « traditionnel » aux épices
- Le rhum gingembre
- Le rhum vanille
- Le rhum litchi
- Le rhum cannelle
- Le rhum mangue
- Le rhum ananas
- Le rhum banane
- Le rhum fruit de la passion

## Histoire et origine

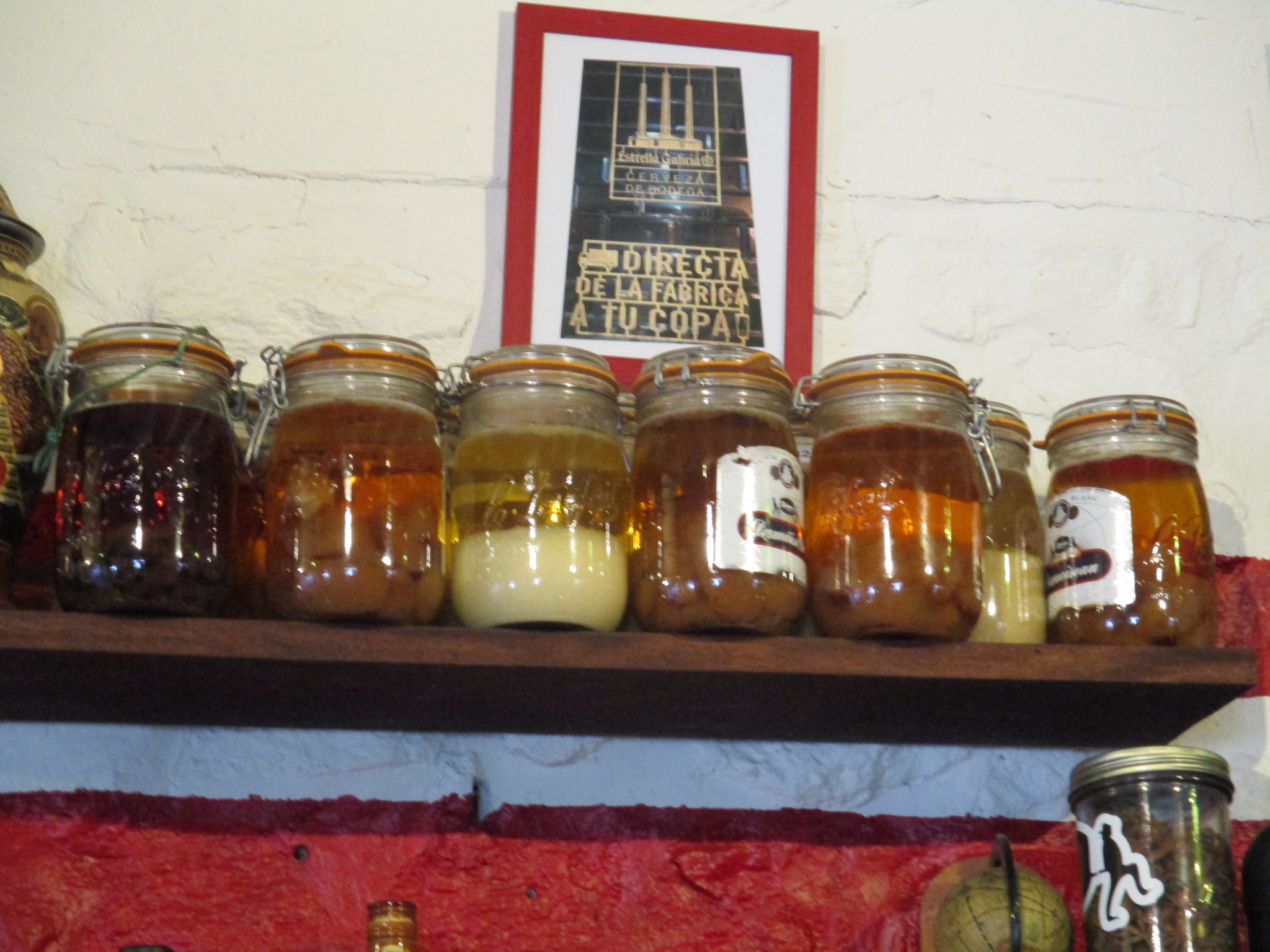
Bocaux de vieux rhum arrangé de marin-breton de Saint-Malo.

À l'origine, les marins au long cours de la route des Indes mettaient les épices et les fruits dans de l'alcool pour les conserver. S'ensuit alors la tradition créole avec le rhum, devenant ainsi le rhum arrangé. Associé à une tradition de l’île de la Réunion, le rhum arrangé tire aussi ses origines du betsabetsa de Madagascar. Le betsabetsa est un vin, préparé à partir de jus de canne fermenté, mélangé à des épices, des feuilles et des écorces,.

## Rhum utilisé

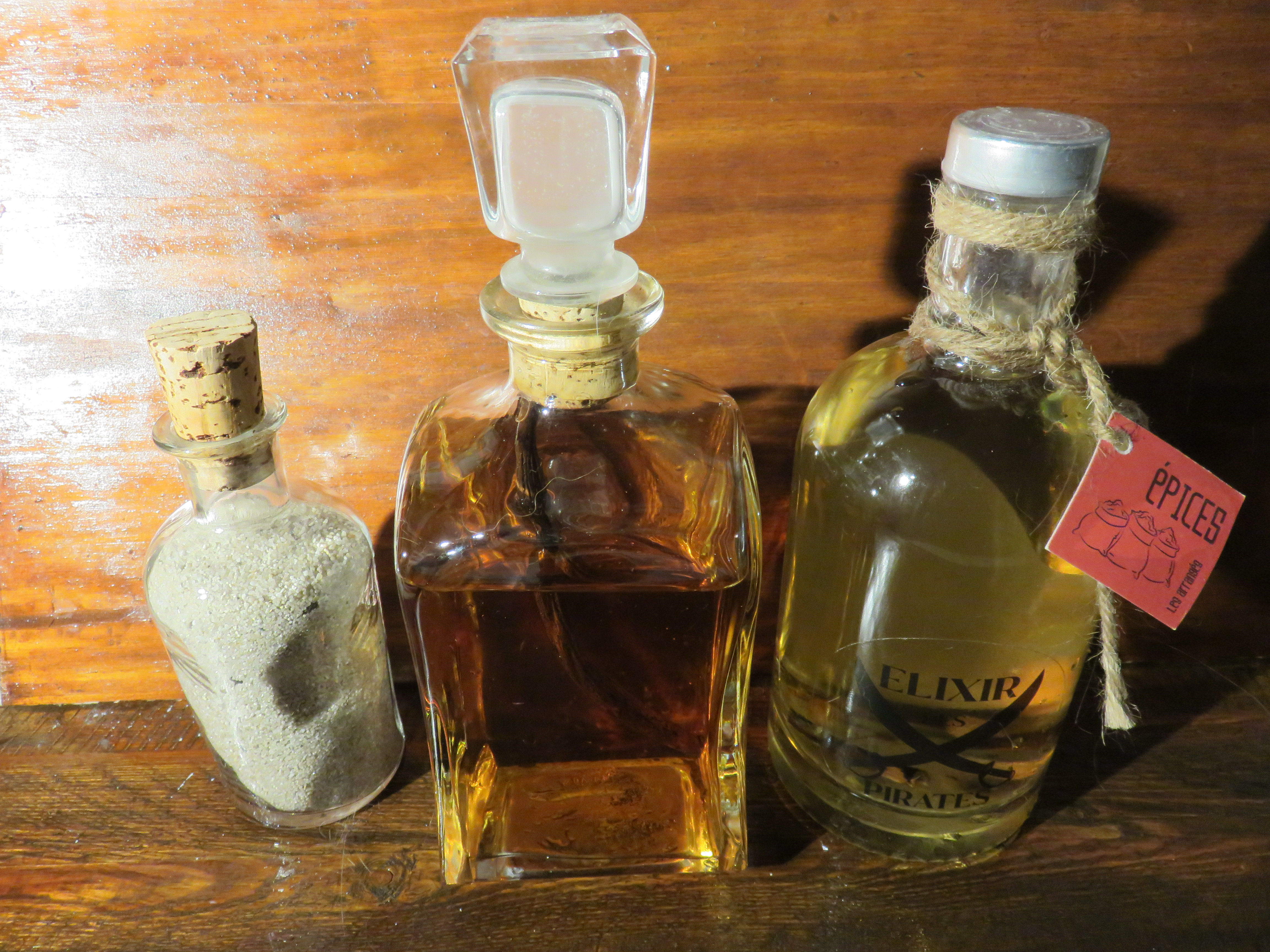
Rhums arrangés à la vanille, et aux épices (Elixir de Pirates).

Le rhum utilisé est soit le rhum blanc agricole, soit le rhum industriel (appelé traditionnel, à base de mélasse). Le degré alcoolique se situe généralement autour de 50°, pouvant varier entre 40 et 62° selon les goûts. Le degré d'alcool du rhum choisi dépend généralement de la teneur en eau des ingrédients, car l'eau dilue l'alcool pendant la macération. Pour cette raison, les fruits riches en eau nécessitent un rhum à 50° voire 55°, tandis qu'avec des ingrédients plus secs, un rhum à 40° suffit.

## Arrangé avec

### Fruits

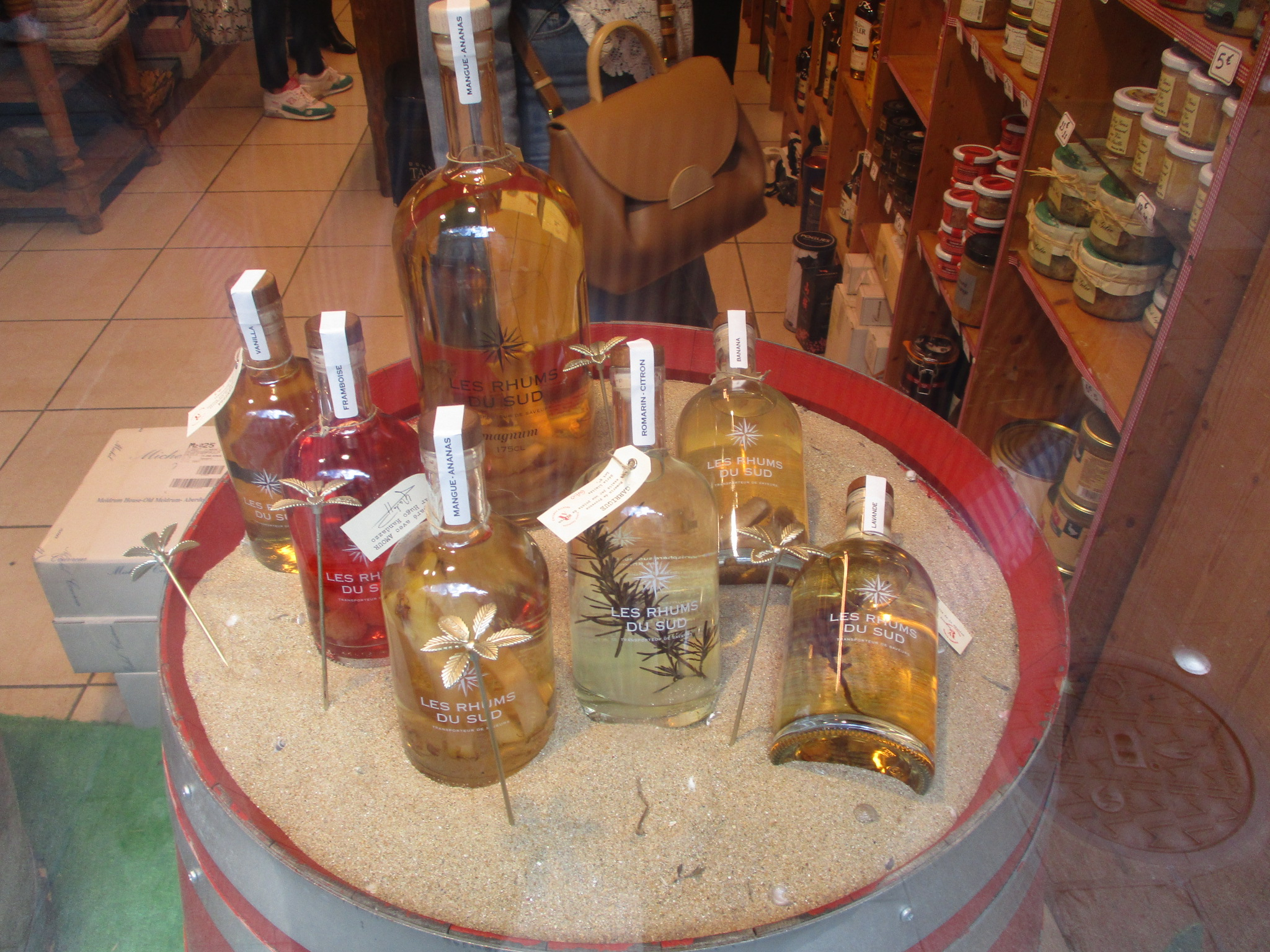
Divers rhums arrangés du commerce.

Tous types de fruits peuvent être utilisés, les fruits frais, les fruits en conserve, les fruits confits, et même la confiture. Un meilleur résultat à la fois gustatif et esthétique sera obtenu avec des fruits frais.
Les fruits doivent être choisis à maturité, afin que leurs arômes se diffusent au mieux. Les fruits les plus courants sont la banane, l'orange, le litchi et la papaye.
On emploie généralement le même volume de rhum que de fruits.

### Épices

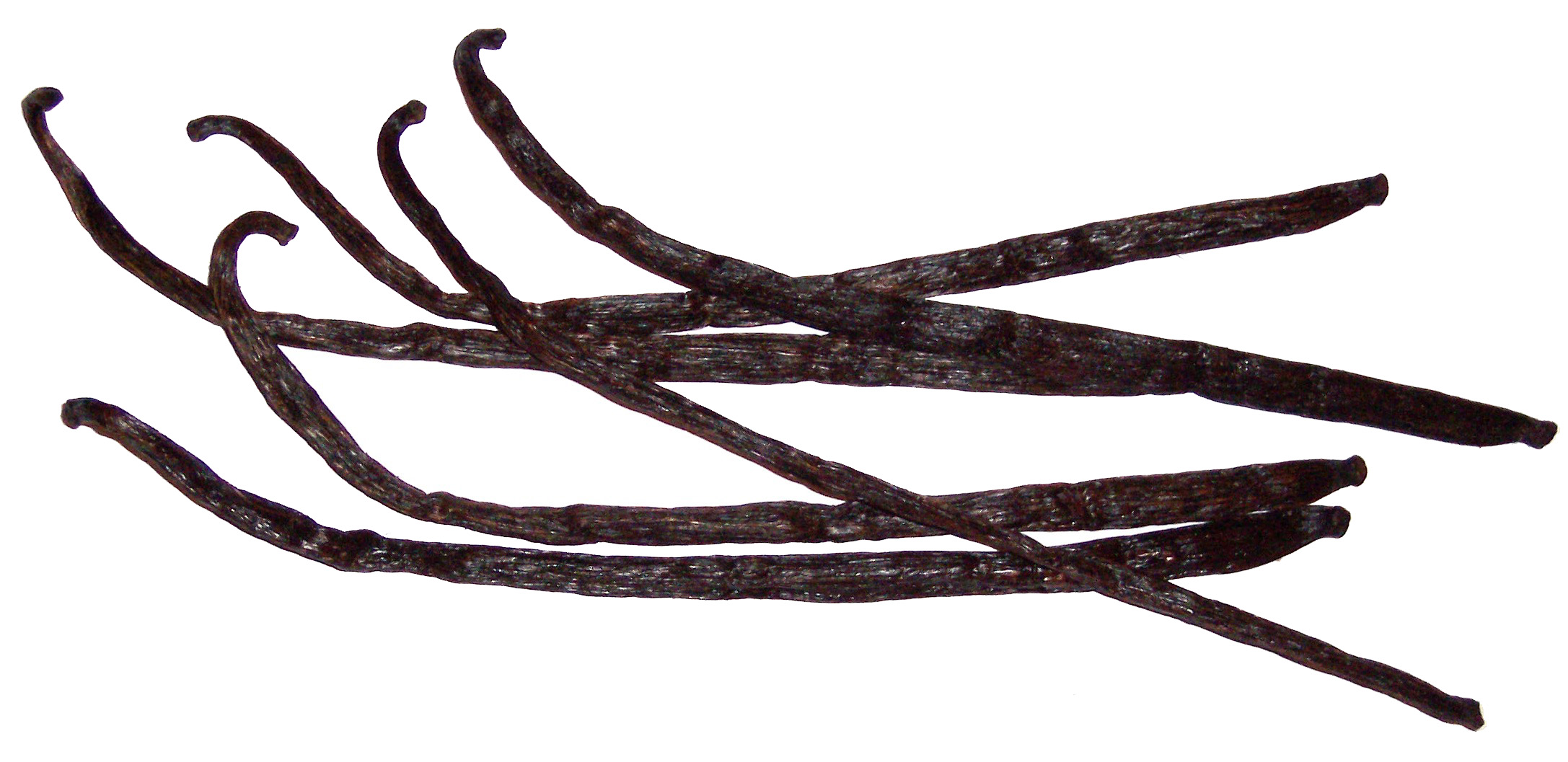
Gousses de vanille.

Les plus courantes sont la vanille et la cannelle. D'autres ingrédients sont fréquents, comme le bois bandé, les feuilles d’agrumes, l’anis étoilé, ou le piment, le café, la menthe…
La vanille se diffuse lentement. Il est recommandé de faire macérer des gousses coupées en deux dans le sens de la longueur afin d’accélérer le processus.
Pour la cannelle, il s'agit de l’écorce et non de la cannelle en poudre.

### Sucre

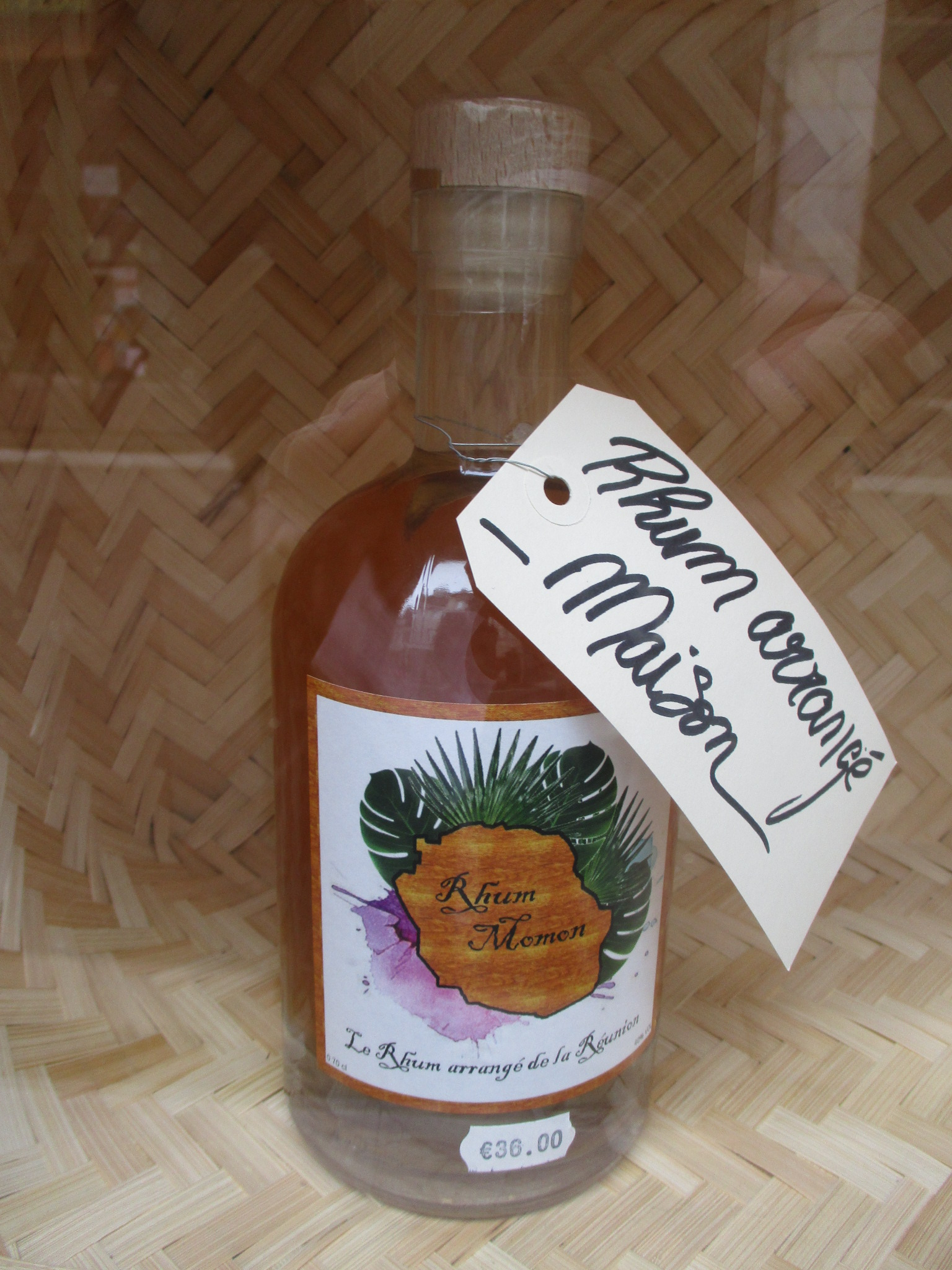
Rhum arrangé Maison réunionnais.

Le sucre adoucit et favorise l’exhalation des arômes. L'ajout de sucre dépend du goût de chacun et du sucré naturel des ingrédients qui composent le rhum arrangé. Avec des fruits confits ou en conserve, il faudra moins de sucre ajouté.
Il est souvent préférable d'utiliser peu de sucre en macération puis d’en ajouter à la dégustation si le mélange est jugé trop fort.
Le sucre de canne est préférentiellement utilisé, en sirop voire en poudre.
Il est aussi fréquent d'employer du miel, car il apporte une saveur particulière aux rhums qu’il sucre. Les sirops d’agave ou d’érable peuvent également être utilisés car ils apportent eux aussi une saveur particulière.

## Différence entre punch et rhum arrangé
À la différence du rhum arrangé qui contient principalement des épices ou fruits ou feuilles en macération dans le rhum, le punch se boit uniquement en apéritif et contient une quantité importante de sucre et de sirop de sucre en plus des fruits et autres jus. Les deux notions ont tendance à se mélanger notamment quand les rhums arrangés sont doux et moins forts en alcool. Le punch au rhum est considéré comme « liqueur au rhum » par l'union européenne et non comme un apéritif fait-minute.